# Île de Santa Comba
L' Île de Santa Comba, (en espagnol Isla de Santa Comba  et en galicien Illa de Santa Comba), est une île située sur la côte nord de la commune galicienne de Ferrol, en Espagne.

## Description
C'est une île allongée en trois parties, de 5 ha de superficie et complètement plate. L'ensemble mesure 320 m de long sur 110 m de large. En réalité, il s'agit d'une ancienne péninsule que l'érosion marine , produite par la force des vagues, a séparée du continent. Lorsque la marée descend, elle est reliée à la terre par un large tombolo de sable, et lorsque la marée monte, l'île est divisée en trois parties par des canaux très étroits et profonds.
Il existe un ermitage du XIe siècle dédié à Santa Comba sur la plus grande île. L'île était aussi occupée par un fort.

### Fouilles archéologiques
D'importantes fouilles archéologiques ont été réalisées par l'Université de La Corogne et le Conseil supérieur de la recherche scientifique de 2001 à 2006. C'est là que fut découvert le seul four à fer connu en Galice.

Le 15 octobre 2001, André Pena Graña (es) a trouvé une plaquette circulaire datant du Ier siècle, de la taille et de la forme d'un tour d'environ 4 cm de diamètre, avec une inscription dédiée à Reva : REBE TRASANCI AVG[VST]Y (PARA REVA TRASANCIUCA, de Tierra de Trasancos (es)). Cette inscription fait référence à la Terre de Trasancos, une organisation territoriale née pendant la culture des castros.
Les prospections réalisées lors de la troisième campagne de prospection archéologique sur les îles et dans les environs par le CSIC et l'UDC ont permis de découvrir des traces de bâtiments.

## Galerie

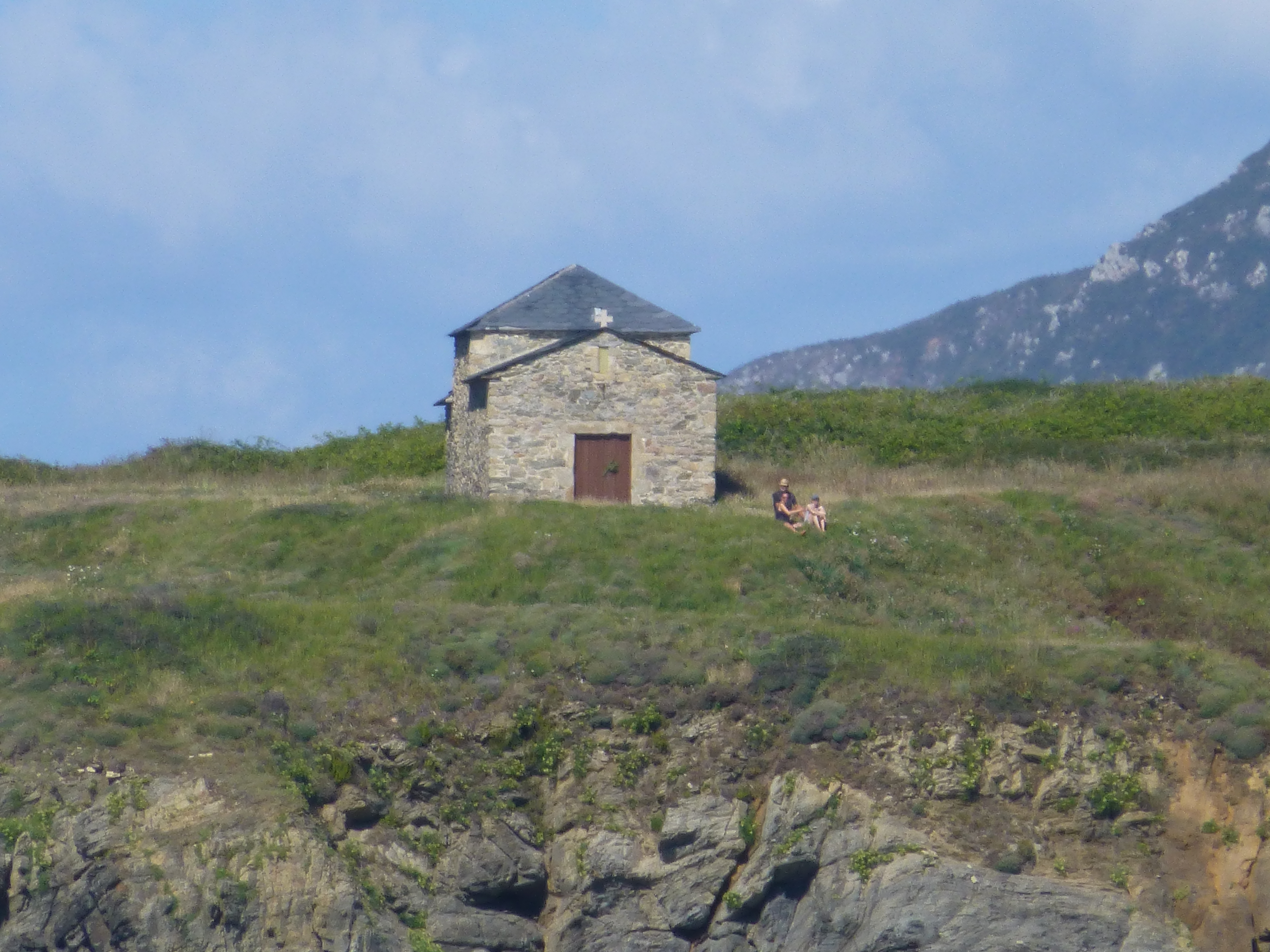
Ermitage de Santa Comba
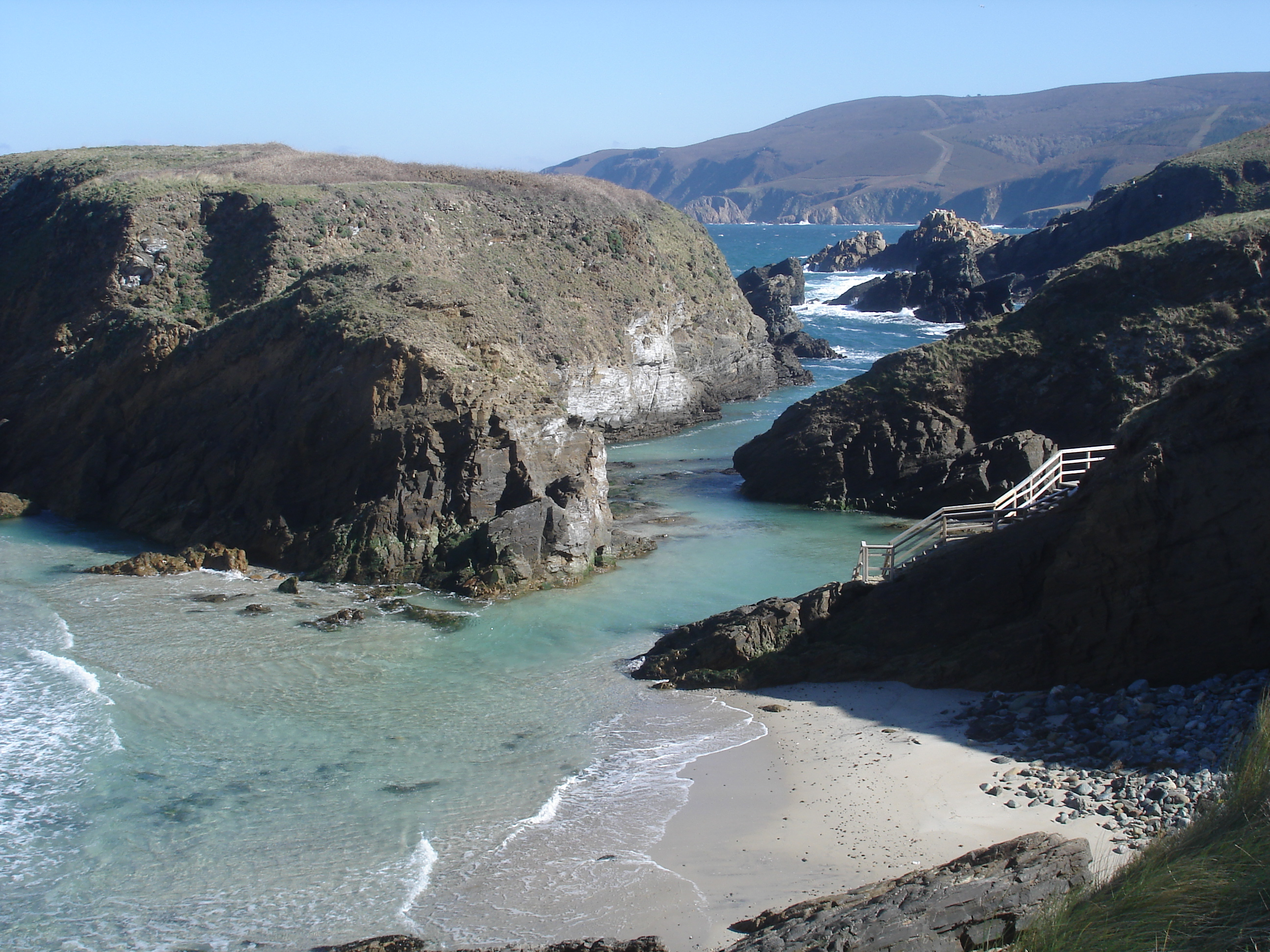
Canal qui sépare l'île du continent